# Эволюционный креационизм (концепция)
Эволюцио́нный креациони́зм — направление креационизма, которое не отвергает возможности биологической эволюции, но утверждает, что первоначальным толчком к каждому такому изменению и / или пусковым моментом всего биологического развития является акт Божественного творения, Божественное вмешательство.

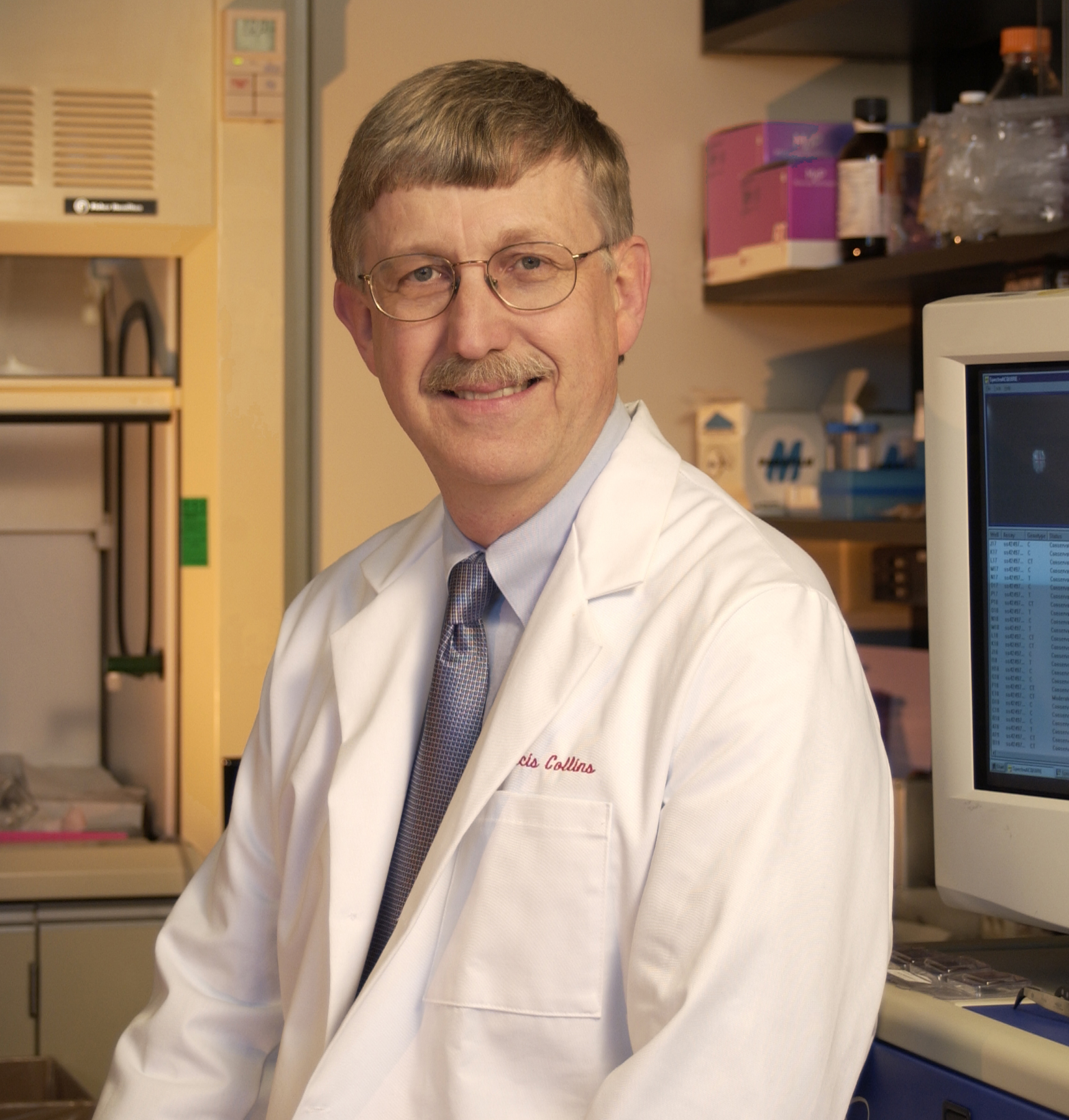
Френсис Коллинз, американский генетик, один из известных сторонников направления

Эти взгляды невозможно подтвердить или опровергнуть с применением научных методов, однако они широко распространены среди разных специалистов.
Понятие эволюционного креационизма близко к понятию теистического эволюционизма. Эволюционный креационизм утверждает, что Бог-Творец использовал эволюцию для осуществления своего плана. Юджени Скотт констатирует, что с научной точки зрения эта разновидность эволюционизма предпочтительнее, чем традиционный креационизм, несмотря на его название, поскольку он уделяет эволюции намного больше внимания, чем процессу творения, и что этот вариант «вряд ли отличается от теистической эволюции». Скотт ссылается на личное общение с известным эволюционным креационистом Денисом Ламурё (Denis Lamoureux), который сообщил, что «различия между эволюционным креационизмом и теистической эволюцией находятся не в научной сфере, а в теологической: эволюционными креационистами оказываются более консервативные (евангельские) христиане, которые рассматривают Бога более активно вовлечённым в эволюцию, чем большинство теистических эволюционистов».
Среди эволюционных креационистов существуют разногласия в объяснении того, как эти две концепции сочетаются друг с другом.
В описаниях ранних религиозных сторонников эволюционизма подобные взгляды иногда характеризуются как христианский дарвинизм. Но в настоящее время сторонники эволюционизма присутствуют в разных религиях, а концепции эволюционной теории не ограничены одним дарвинизмом.